# Fiat FNM 70
Le Fiat 70 est un petit camion lancé dès la reprise du constructeur brésilien FNM-Alfa Romeo par Fiat. Le marché brésilien ne connaissait pas les camions "légers" mais était habitué aux pick-up de style américain pour les transports locaux de marchandises. Fiat Diesel mis sur le marché deux modèles entièrement nouveaux pour le Brésil, le petit "70" qui utilisait la cabine du Fiat 625 produit en Italie par Fiat V.I. de 1965 à 1972 et le camion de moyen tonnage Fiat 130. 
Le Fiat 70 fut d'abord commercialisé sous la marque FNM en novembre 1976 puis, dès le 1er janvier 1977, sous la marque Fiat. 

## La deuxième série Fiat 80
À l'occasion du XI Salon de l'Automobile du Brésil, Fiat Diesel lance le remplaçant du Fiat 70 avec le Fiat 80. 
Ce modèle reprend la base du "70" mais se voit doté d'un nouveau moteur, le Fiat 8340 d'une cylindrée de 5.401 cm3 développant 100 ch DIN. Fiat Diesel espérait augmenter ses ventes alors qu'il était le seul constructeur dans cette catégorie qui fait la part belle aux gros pick-up américains.

## La troisième série Fiat 80S
Après une longue grève générale commencée le 4 mai 1981 et qui dura 45 jours, Fiat Diesel voulu tenter de relancer les ventes en rajeunissant la face avant de son modèle Fiat 80. Les doubles phares avant furent remplacés par des optiques rectangulaires dans le parechocs libérant une plus grande surface au-dessus de la calandre pour les inscriptions publicitaires des transporteurs.
La très grave crise économique que le coup d'État militaire provoqua conduit la société à arrêter toute activité en juin 1985. Les véhicules de la marque, devenue Iveco Brazil, furent importés d'Argentine.
Iveco reprendra pied au Brésil avec un nouveau site industriel qui commença à produire en 2000.

## Les châssis pour autobus
Fidèle à la tradition de la marque italienne, les Fiat 80 et 80S furent proposés avec un châssis spécifique destiné aux carrossiers brésiliens pour la construction d'autobus. Ce sont les versions Fiat 80-OD et 80S-OD.